# Commune (Pays-Bas)
Pour les articles homonymes, voir Commune (homonymie).

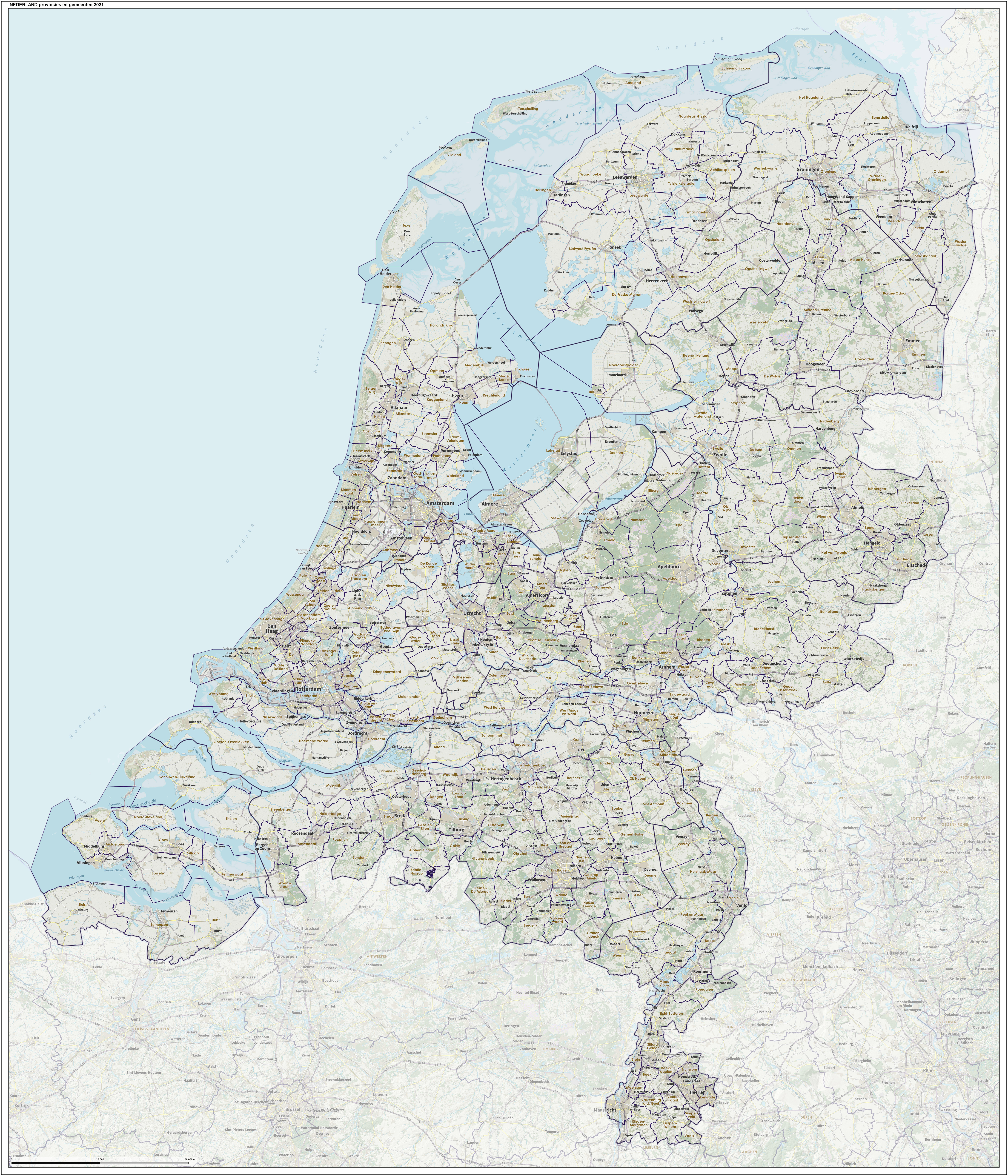
Les communes des Pays-Bas (2021).

La commune (en néerlandais : gemeente) est l'une des plus petites divisions administratives des Pays-Bas. Un ensemble de communes forme une province.

## Origine et évolution
Les communes aux Pays-Bas sont créées par Napoléon Ier, qui cherche à unifier les divisions administratives de son Empire[réf. nécessaire]. En 1811, chaque commune néerlandaise doit compter 500 habitants au minimum. Vers la fin du XXe siècle et au début du XXIe siècle, les municipalités se regroupent, en particulier lors d'une grande restructuration des municipalités le 1er janvier 2013. Ainsi, les communes s'agrandissent et leur nombre est réduit, passant à 355 au 1er janvier 2019, comparé aux 913 des années 1970. En 2010, trois îles, territoires d'outre-mer, deviennent des communes à statut spécial : Bonaire, Saba et Saint-Eustache.

## Organisation

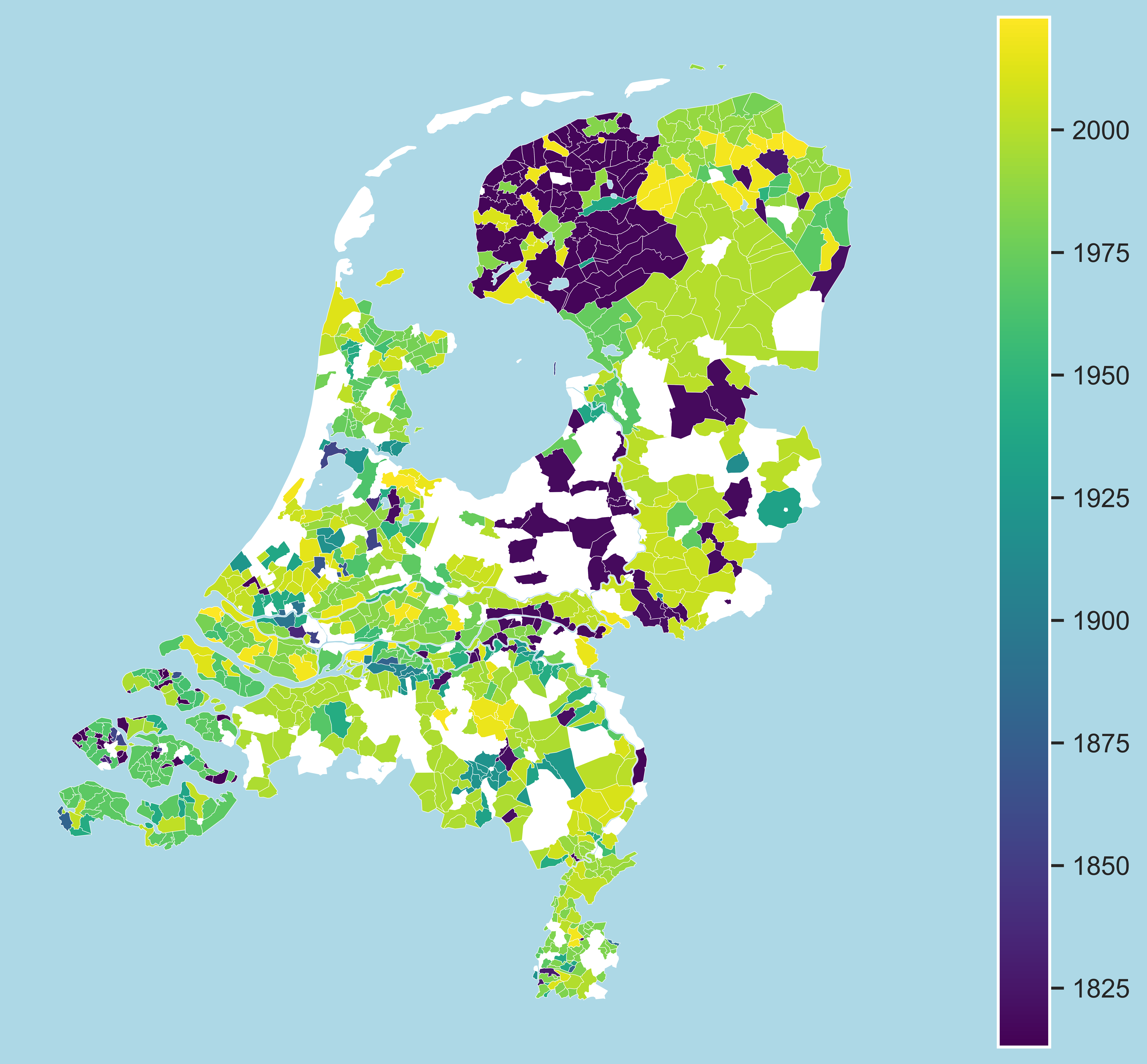
Les communes des Pays-Bas en 1812 et leur date de disparition au profit de nouvelles communes.

La Constitution du royaume des Pays-Bas (Grondwet) et le Code des communes (Gemeentewet) régissent les droits et devoirs de la subdivision. Dans le cadre de la Constitution, les communes sont régies par le chapitre 7 intitulé Provincies, gemeenten, waterschappen en andere openbare lichamen (« Des provinces, communes, wateringues et autres organismes publics »),.
Le conseil municipal (gemeenteraad) est élu par suffrage direct pour quatre ans. Le nombre de conseillers municipaux (raadsleden) dépend du nombre d'habitants de la commune, au minimum neuf, au maximum quarante-et-un (Amsterdam, Rotterdam, La Haye et Utrecht). Les séances du conseil sont publiques. Ces élus font partie soit d'une division locale, soit d'un parti politique national, soit d'un parti politique local.  Le chef du pouvoir exécutif de la commune est le bougmestre (burgemeester), qui est proposé par le commissaire du Roi et nommé par la Couronne (sans droit de veto), par arrêté royal, pour une période de six ans. Il s'agit le plus souvent d'une validation d'une personne nommée par le conseil municipal. Le bourgmestre est responsable de l'ordre public et de la sécurité de sa commune. Il est responsable de la représentation, de la police municipale et des pompiers, les projets étant élaborés par le conseil avec l'aide des citoyens. Ainsi, à l'instar de la politique nationale, la politique municipale est également fortement parlementarisée.
Le bourgmestre est assisté par les échevins (wethouders), nommés par le conseil municipal. Le nombre d'échevins dépend également du nombre d'habitants de la commune. Le bourgmestre et les échevins sont recrutés et rémunérés pour leurs fonctions. Ils forment la composante exécutive du conseil municipal. Ensemble, ils forment le College van burgemeester en wethouders (CB&W). Les adjoints ont souvent une responsabilité spécifique (éducation, finances, logement, sports, culture). Les grandes municipalités ont également des conseils de quartier, élus, qui n'ont pas de pouvoir exécutif mais renseignent et conseillent le conseil municipal sur les arrondissements qu'ils représentent. Un conseil d'arrondissement est appelé le deelraad ; cette structure est remplacée par une commission d'arrondissement, appelée la bestuurcommissie, en 2014.

## Finances
Les revenus d'une municipalité proviennent généralement pour 60 % des allocations du gouvernement : l'allocation générale (gemeentefonds) et d'autres fonds plus spécifiques. Les 40 % restants sont des revenus générés par la ville elle-même. Il s'agit des impôts (habitation, parking), des prélèvements (déchets, égouts), de frais de participation (admissions), des frais administratifs (permis de conduire, passeports, cartes d’identité), ainsi que des capitaux et entreprises de la ville (gestion du port, des forêts) et les propriétés foncières (vente de terrains).